# Jeannette Donzella
Jeannette Amelia de la Coromoto Donzella Sánchez (Caracas, 1950) è una modella venezuelana.

## Biografia
È stata eletta Miss Venezuela nel 1971 e ha rappresentato il Venezuela a Miss Universo 1971, concorso svoltosi ad Miami Beach, in Florida, il 24 luglio 1971, dove si è classificata al terzo posto.